# 3e corps d'armée (États-Unis)
Pour les articles homonymes, voir 3e corps d'armée.
Le 3e corps des États-Unis est un corps de l'armée américaine créé en 1918. Il participa à la Première Guerre mondiale, à la Seconde Guerre mondiale et à la Guerre d'Irak.